# Liste auf Tonträgern erhältlicher deutschsprachiger Dichterstimmen
Dies ist eine Liste von auf Tonträgern dokumentierten deutschsprachigen Autorenstimmen vorzugsweise beim Vortrag eigener Werke. Zugang zu dieser Liste erhält jeder Autor, dessen Stimme zu irgendeiner Zeit auf Tonträgern in deutscher Sprache veröffentlicht wurde. Rundfunkaufnahmen, sofern sie keine weitere Veröffentlichung nach sich zogen, können nicht berücksichtigt werden.

## Autoren in chronologischer Sortierung nach Sterbejahr
Diese Übersicht konzentriert sich zunächst nur auf die „älteren Jahrgänge“, deren erhaltene Stimmaufzeichnungen in Anbetracht der damals relativ neuen und noch nicht wie heute verbreiteten Erfindung der Schallaufzeichnung und der Zeitumstände, als relative Glücksfälle zu bezeichnen sind:

### Vor 1930
- Hugo von Hofmannsthal † 15. Juli 1929

### 1930 bis 1939
- Theodor Däubler † 13. Juni 1934
- Joachim Ringelnatz † 17. November 1934
- Karl Kraus † 12. Juni 1936
- Heinrich Lersch † 18. Juni 1936
- Rudolf G. Binding † 4. August 1938
- Ernst Barlach † 24. Oktober 1938
- Ernst Toller † 22. Mai 1939

### 1940 bis 1949
- Stefan Zweig † 23. Februar 1942
- Josef Weinheber † 8. April 1945
- Franz Werfel † 26. August 1945
- Gerhart Hauptmann † 6. Juni 1946
- Ricarda Huch † 17. November 1947
- Kurt Schwitters † 8. Januar 1948

### 1950–1959
- Elisabeth Langgässer † 25. Juli 1950

## Autoren in alphabetischer Sortierung
Die sich bei der alphabetischen Sortierung in den Klammern befindenden Abkürzungen weisen auf eine Veröffentlichung als Sprechplatte (s), als kommerzielles Hörbuch (h) oder als kostenfreier Internet-Download (i) hin. Erscheint der Hinweis als Großbuchstabe, so weist dies auf ein umfangreicheres in dieser Form veröffentlichtes Rezitationswerk hin (mindestens eine langspielende Veröffentlichung).

### A
- Adorno, Theodor (i)
- Andersch, Alfred (i)
- Andres, Stefan (S)
- Artmann, H.C. (s)

### B
- Bachmann, Ingeborg (i,S)
- Barlach, Ernst (S)
- Becher, Johannes R. (S)
- Benn, Gottfried (i,S,H)
- Bergengruen, Werner (S)
- Bernhard, Thomas (s)
- Bichsel, Peter (S)
- Binding, Rudolf G. (s)
- Bobrowski, Johannes (S)
- Böll, Heinrich (i,S)
- Boyle, T. C. (i)
- Braun, Volker (i)
- Brecht, Bertolt (i,S,H)
- Bredel Willi (S)
- Broch, Hermann (s)
- Burckhardt, Carl Jacob (S)

### C
- Canetti, Elias (S)
- Carossa, Hans (s)
- Celan, Paul (s)
- Chotjewitz, Peter O. (s)

### D
- Däubler, Theodor (s)
- Dittberner, Hugo (i)
- Doderer, Heimito von (s)
- Dürrenmatt, Friedrich (i,S,H)

### E
- Eich, Günter (i,s)
- Erhardt, Heinz (S,H)
- Enzensberger, Hans Magnus (i,H)

### F
- Franke, Holger (H)
- Fuchs, Günter Bruno (i,S)

### G
- Genazino, Wilhelm (i)
- Gernhardt, Robert (i)
- Goes, Albrecht (s)
- Goetz, Curt (S)
- Goosen, Frank (H)
- Grass, Günter (i,S,H)
- Graßhoff, Fritz (s)
- Gustafsson, Lars (i)

### H
- Haas, Wolf (i)
- Hagelstange, Rudolf (S)
- Handke, Peter (i,s)
- Härtling, Peter (s)
- Hauptmann, Gaby (H)
- Hauptmann, Gerhart (s)
- Hausenstein, Wilhelm (S)
- Hausmann, Manfred (S)
- Häuser, Otto (S,H)
- Hein, Christoph (i)
- Heidenreich, Elke (S,H)
- Heimeran, Ernst (S)
- Herbert, Zbigniew (i)
- Hermann, Judith (i)
- Hesse, Hermann (i,S,H)
- Hilbig, Wolfgang (i)
- Hildesheimer, Wolfgang (s)
- Hochhuth, Rolf (s)
- Hohler, Franz (H)
- Hofmannsthal, Hugo von (s)
- Holland-Moritz, Renate (S)
- Hoppe, Felicitas (H)
- Huch, Ricarda (s)
- Huchel, Peter (s)
- Hüsch, Hanns Dieter (i,S,H)

### J
- Jahnn, Hans Henny (s)
- Jandl, Ernst (S,H)
- Jewtuschenko, Jewgeni (S)
- Jünger, Ernst (i,s)

### K
- Kaminer, Wladimir (H)
- Kant, Hermann (S)
- Kasack, Hermann (s,H)
- Kaschnitz, Marie Luise (s)
- Kästner, Erich (i,S,H)
- Kempowski, Walter (i,s,H)
- Kinau, Rudolf (S)
- Kirsch, Sarah (i)
- Köppen, Wolfgang (s)
- Kraus, Karl (S)
- Kreuder, Ernst (s)
- Krolow, Karl (i,s)
- Kroetz, Franz Xaver (S)
- Kronauer, Brigitte (H)
- Kunert, Günter (i,S)

### L
- Langgässer, Elisabeth (s)
- Le Fort, Gertrud von (S)
- Lehmann, Wilhelm (s)
- Lenz, Siegfried (S,H)
- Lersch, Heinrich (s)
- Lindgren, Astrid (i/H)
- Lotz, Johannes B. (S)

### M
- Mann, Thomas (i,S,H)
- Marquez, Gabriel Garcia (i)
- Maurina, Zenta (S)
- Miegel, Agnes (i/S)
- Mostar, Herrmann (S)
- Mulot, Sibylle (H)

### N
- Nadolny, Sten (i)
- Niebelschütz, Wolf von (s)
- Noack, Barbara (H)

### O
- Odeman, Robert T. (S)

### P
- Paretti, Sandra (S,H)
- Piontek, Heinz (s)
- Plivier, Theodor (s)

### R
- Ransmayr, Christoph (H)
- Rathenow, Lutz (i)
- Ringelnatz, Joachim (i/s)
- Rinser, Luise (S)
- Röggla, Kathrin (H)
- Roth, Eugen (S)
- Rühmkorf, Peter (i,S,H)

### S
- Sachs, Nelly (s)
- Schaper, Edzard (S,H)
- Schmidt, Arno (i)
- Schneider, Reinhold (S)
- Schnell, Robert Wolfgang (s)
- Schnurre, Wolfdietrich (i,s)
- Schrobsdorff, Angelika (H)
- Schroeder, Bernd (H)
- Schroeder, Rudolf Alexander (i,S)
- Schrott, Raoul (H)
- Schulz, Hermann (H)
- Schwab, Günther (S)
- Schwitters, Kurt (s)
- Seethaler, Helmut (i)
- Seghers, Anna (S)
- Seidel, Ina (s)
- Sparschuh, Jens (i)
- Spinnen, Burkhard (i)
- Spoerl, Alexander (s)
- Strittmatter, Erwin (H)

### T
- Timm, Uwe (i)
- Thelen, Albert Vigoleis (s)
- Trenker, Luis (S)
- Toller, Ernst (s)

### V
- Vanderbeke, Birgit (H)
- Vring, Georg von der (s)

### W
- Waggerl, Karl Heinrich (S,H)
- Walser, Martin (i,S,H)
- Weidlich, Hansjürgen (S)
- Weinheber, Josef (s)
- Weiss, Peter (s)
- Weisenborn, Günther (i)
- Welk, Ehm (s)
- Werfel, Franz (s)
- Woelk, Ulrich (i)

### Z
- Zuckmayer, Carl (S,h)
- Zweig, Arnold (s)
- Zweig, Stefan (S)
- Zweig, Stefanie (i,H)